# Die Hard Dracula
Die Hard Dracula (englisch) ist ein US-amerikanischer Horrorfilm von Peter Horak aus dem Jahr 1999.

## Handlung
Unweit des Dorfes Dubova in Mähren treibt seit vielen Hundert Jahren Graf Dracula sein Unwesen. Vor kaum 90 Jahren verschwand die junge Sonia, die um die Jahrhundertwende vor König Richard und seinen Männern in Draculas Schloss floh und von ihm gebissen wurde.
Beim Wasserskifahren ertrinkt in der Gegenwart die junge Julia, was ihren Freund Steven in Trauer zurücklässt. Beim Fall einer Sternschnuppe wünscht er sich, dass eine ertrunkene Frau von den Toten auferstehen kann und tatsächlich erwacht auf wundersame Weise die ertrunkene Carla in Dubova, die zudem Julia zum Verwechseln ähnlich sieht. Im Dorf glaubt man an ein Wunder, doch wird Carla argwöhnisch von den meisten Dorfbewohnern gemieden. In den USA entschließt sich der trauernde Steven unterdessen zu einem Europatrip, der ihn nach Mähren führen soll. Seine Mutter gibt ihm einen Kreuzanhänger mit, weiß sie doch, dass in Mähren noch dunkle Mächte herrschen.
Steven besucht zunächst Prag, bevor er nach Mähren aufbricht. Unterwegs hat er einen Autounfall und landet so in Dubova, wo er im Pub von Carlas Vater zusammenbricht. Carla pflegt ihn gesund; Steven erkennt, dass sein Wunsch sie ins Leben zurückgebracht hat. Carlas Freundin Dana verschwindet unterdessen beim Wäschewaschen am Fluss. Nur blutige Kleidungsstücke bleiben zurück und die Männer des Dorfes erkennen, dass Dracula mal wieder aktiv gewesen sein muss. Die Männer im Pub planen, Dracula endgültig das Handwerk zu legen. Sie holen den Vampirjäger Doktor Van Helsing ins Dorf, der gerade für eine Lesung in Prag weilte. Van Helsing erscheint und Steven ist schließlich der einzige, der ihm im Kampf gegen Dracula zur Seite stehen will. Dracula erscheint als Gast im Pub und Van Helsing stellt ihn auf die Probe, um herauszufinden, ob er ein echter Vampir ist. Da Dracula vor Knoblauchbrot zurückschreckt, ist seine Echtheit erwiesen. Steven wiederum begegnet kurz darauf Dana, die sich als Vampirin zu erkennen gibt, Steven jedoch nicht beißen darf, da ausschließlich Dracula der Jäger in der Vampirfamilie ist.
Steven und Van Helsing begeben sich nun mehrfach in Draculas Schloss, um den Vampir zu töten. Weder ein Schuss mit einer silbernen Kugel, noch ein Fünfzack führen zum Tod des Vampirs. Ein Granatenwurf zerstört wiederum nur Draculas Geige. Steven und Carla kommen sich unterdessen näher, Steven macht ihr einen erfolgreichen Heiratsantrag und schenkt ihr das Kreuz, das seine Mutter ihm gegeben hatte. Dennoch entführt Dracula Carla aus Stevens Schlafzimmer. Sie kann den Vampir eine Weile mit dem Kreuz abwehren, am Ende aber nicht verhindern, dass er sie beißt. Erneut kämpfen Steven und Van Helsing mit Dracula, werden zunächst verjagt und lassen ihn schließlich bei einem erneuten Angriff in Flammen aufgehen. Dracula scheint besiegt, doch werden Van Helsing und Steven kurz darauf von den Vampirinnen – neben Carla und Dana auch Sonia – gebissen und so ebenso zu Vampiren. Auch Dracula hat überlebt, sodass alle später zusammen in Draculas Schloss musizieren und tanzen.

## Produktion

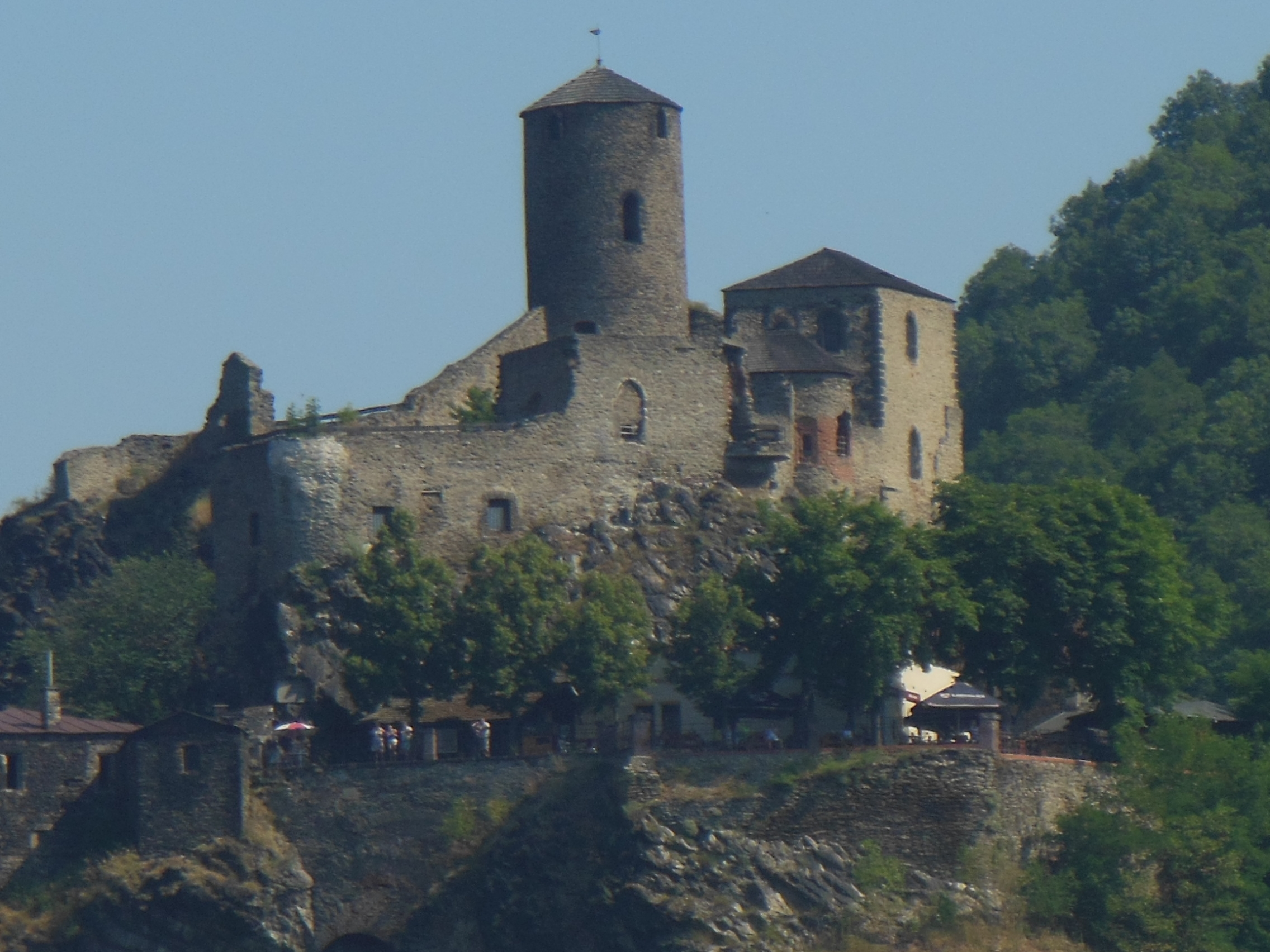
Burg Střekov, ein Drehort des Films

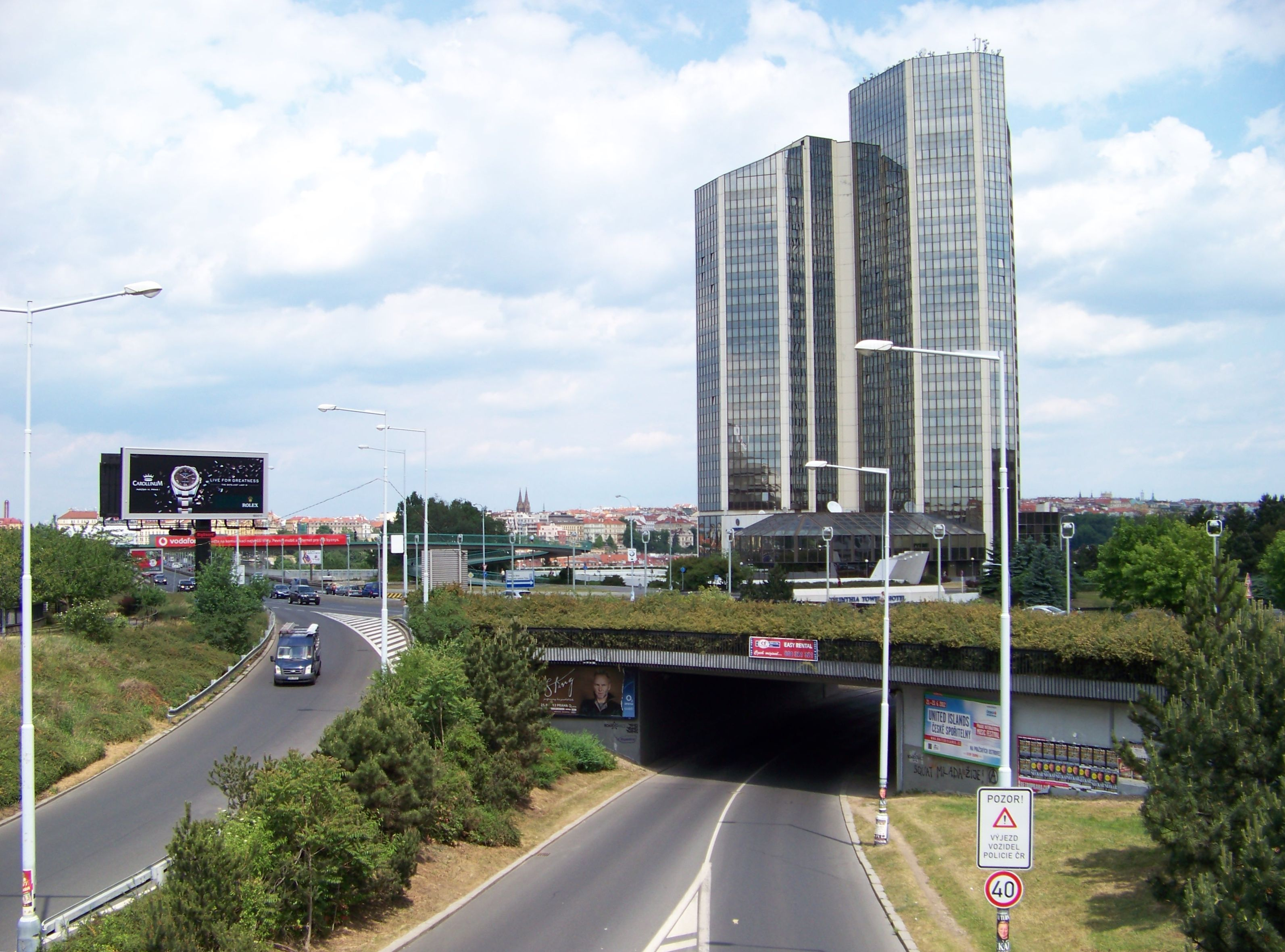
Hotel Corinthia, ehemals Forum, ein Drehort des Films

Die Hard Dracula war das Regiedebüt des Tschechen Peter Horak, der bis dahin vor allem als Stuntman beim Film tätig war. Der Film wurde 1998 in den Hollywood Hills in Los Angeles gedreht. Die überwiegenden Szenen entstanden jedoch in der Tschechischen Republik, darunter in Prag – u. a. vor dem Flughafen Letiště Václava Havla Praha sowie vorm und im Hotel Corinthia Prag (im Film noch Hotel Forum Praha) – sowie im Sedletz-Ossarium. Die Burg Draculas im Film ist in Wirklichkeit die Burg Střekov bei Ústí nad Labem.
Die Hard Dracula erschien im September 1999 in den USA auf Video und wurde im Juni 2004 in den USA auf DVD veröffentlicht. Eine Veröffentlichung in Deutschland steht bisher aus (Stand März 2015).

## Kritik
Steve Miller nahm Die Hard Dracula 2010 in sein Buch 150 Movies You Should Die Before You See auf. Zum schlechtesten am Film zählte er die darstellerische Leistung von Denny Sachen sowie die Leistung von Peter Horak, der aus einer lustigen Idee einen Film gemacht habe, der buchstäblich alle Aspekte eines schlechten Films enthalte.